# Stockholms studentteater
Stockholms studentteater var en akademisk teaterverksamhet i anslutning till Stockholms universitet, formellt grundad 1927. Föreningen lades ned under 2012.

## Historik
Framväxten av studentteatern skedde i flera steg. År 1921 fanns det vid dåvarande Humanistiska avdelningen vid Stockholms högskola en grupp studenter, som hade deltagit i en del studentspex men längtade efter att få prova på att spela mer seriös form av teater och beslöt sig för att börja med att iscensätta första avdelningen av Pär Lagerkvists Den svåra stunden.  Försöket gav mersmak och 1923 fortsatte man i regi av den legendariske och folkteaterintresserade regissören Per Lindberg med experimentet att uppföra det äldsta bevarade svenska 1500-talsskådespelet Tobie Commedia med premiär 14 december 1923 i entréhallen till Nordiska museet och händelsen väckte stor uppmärksamhet i Stockholm. Det gjorde även nästa uppsättning på samma plats, 1600-talspjäsen Tisbe av Magnus Olai Asteropherus, 8 januari 1925 med bland annat den kungliga familjen i publiken. 
Man bjöd även in till föreläsningar om teaterkonsten av personligheter som Olof Molander, Alf Sjöberg, Nils Personne, Herbert Grevenius och Isaac Grünewald, vilka ytterligare sporrade intresset och 16 februari 1927 bildades ett särskilt studentteaterutskott, som 1929 kompletterades av en Studentteaterns fond för finansiering av uppsättningarna. Från september 1929 blev studentgruppen vid Humanistiska avdelningen mer självständig i förhållande till högskolans undervisningsverksamhet och kallade sig Humanistiska föreningens studentteater. 28 september 1931 frikopplades verksamheten i sin tur helt från Humanistiska föreningen och kontitutionerades slutligen som den självständiga föreningen Stockholms studentteater och blev så öppen för alla studenter vid samtliga stadens högskolor.
De tidiga åren tvangs man i brist på en egen fast scenlokal spela på många olika slags ställen, restauranger (Stallmästargården, Gillet, Strand m.fl.) och tillfälliga scener runt om i staden, som Lilla teatern vid Regeringsgatan. År 1935 invigdes Stockholms högskolas kårhus vid Holländargatan, varvid teatern kunde få disponera serveringslokalen som teaterlokal. Då lokalerna ofta var upptagna av olika aktiviteter tvangs man dock ofta repetera endast nattetid eller i allehanda udda lokaler och ofta stördes såväl repetitioner som föreställningar av oväsen från restaurangköket med mera, så omständigheterna var ofta inte de bästa för den koncentrationskrävande verksamheten. Ändå väckte man redan från början uppmärksamhet och fick ofta positiva omdömen från dagstidningarnas recensenter. Med tiden har omständigheterna dock förbättrats efterhand. Man har spelat både utländska verk, ofta svårtillgängliga och avantgarde, och nya verk av svenska dramatiker, liksom klassiker.

## Personer
Som de initialt drivande och uppbyggande eldsjälarna nämns ofta Calle Flygare, Sven Stolpe och Gösta M. Bergman. Flera professionella väletablerade personligheter bistod också med insatser. Många är de sedermera framstående kulturpersoner som har inlett sin bana eller gästarbetat vid teatern genom åren, däribland Stig Torsslow, Bo Bjelfvenstam, Yngve Gamlin, Birgit Cullberg, Elisabeth Söderström, Max von Sydow, Percy Brandt, Olof Widgren, Birgitta Valberg, Sven Lindberg, Gunnar Skoglund, Else Marie Brandt, Vilgot Sjöman, Palle Granditsky, Hans Ullberg, Lars Johan Werle. Emellanåt anlitade man även professionella medarbetare och skådespelare i rollerna. Lennart Bernadotte satte bland annat upp Prins Wilhelms skådespel Den andre (1934).
Under andra världskriget 1940–1943 verkade bland andra den unge Ingmar Bergman som regissör vid teatern. Han satte upp August Strindbergs Pelikanen och Fadren, Carl Erik Soyas Vem är jag eller När fan ger ett anbud, Bengt-Olof Vos Strax innan man vaknar (om det ockuperade Norge) och de två egna pjäserna Kaspers död och Tivolit. Här arbetade han för första gången med skådespelare som Erland Josephson, Birger Malmsten och Ulf Johanson.
Senare kom även till exempel den nydanande Per Verner-Carlsson att inleda sin dramatiker och regibana här och vann även en utlyst dramatävling samt regisserade den omtalade Michel de Ghelderodes Balladen om den dansande Macabern (1954), som också gästspelade utomlands i Belgien, trots att den där var förbjuden efter att påven bannlyst den. Även dramatiker som Mats Ödeen debuterade här. Somliga gick vidare från teatern och bildade de tidiga fria teatergrupperna, till exempel Suzanne Osten, Leif Sundberg m.fl. som bildade Teater Narren, och en grupp med Stefan Johansson som bildade Teater 9.